# Sony Xperia SL
De Sony Xperia SL is een Android-smartphone van het Japanse conglomeraat Sony uit 2012.
De telefoon is de opvolger van de Sony Xperia S. De Xperia SL heeft een dualcore-processor van Qualcomm met een kloksnelheid van 1,7 GHz. Verder beschikt de telefoon over 32 GB aan opslaggeheugen, een 12,1 megapixel-camera aan de achterkant en een 1,3 megapixel-camera aan de voorkant om te kunnen videobellen. Het toestel is beschikbaar in wit, zilver, zwart en roze.

## Scherm
Het beeldscherm heeft een schermdiagonaal van 11 cm (4,3 inch) en een resolutie van 1280 x 720 pixels, waardoor de pixeldichtheid 342 ppi bedraagt. Het aanraakscherm is krasbestendig en ondersteunt multitouch-gebaren. De Xperia SL maakt gebruik van High Definition Reality Display-technologie en het 'BRAVIA-engine' van Sony. Door deze twee technieken wordt het scherm mooier weergegeven.

## Software
De Sony Xperia SL heeft als besturingssysteem Android 4.0, later wordt daarvan een update verwacht naar versie 4.1. Net zoals vele andere Android-fabrikanten, gooit Sony ook een eigen grafische schil over het toestel, het Timescape UI, waarin Twitter en Facebook standaard zijn ingebouwd. Ook kan men er omgebouwde PlayStation-spellen op spelen en is het toestel verbonden met het Sony Entertainment Network, waarmee gebruikers toegang krijgen tot de streamingsapp Music & Video Unlimited. Deze app is vergelijkbaar met Spotify of Deezer. Sony zal in de telefoon ook gebruikmaken van de audiotechnologie 3D surround sound met xLOUD. Volgens het bedrijf moet het geluid hierdoor veel sterker en helderder zijn. Tevens biedt de Xperia SL de mogelijkheid om de telefoon met je gezicht te ontgrendelen.

## NFC
Daarnaast beschikt het toestel over NFC, dat in combinatie met 'Xperia Smart Tags' (NFC-chips) gebruikt kan worden. De NFC-chips kunnen vervolgens worden gebruikt voor laagwaardige financiële transacties, om bijvoorbeeld applicaties uit de Google Play-appwinkel te kopen.